# Ретроградні явища
Ретроградні явища (рос. ретроградные явления; англ. retrograde phenomena; нім. umkehrbare Erscheinungen f pl) — у фізико-хімії — перехід природних вуглеводневих багатокомпонентних систем із однофазного газоподібного (однофазного рідкого) стану в двофазний парорідинний стан при ізотермічному зниженні тиску (ретроградна конденсація) або ізобаричному зменшенні температури (ретроградне випаровування).
В області ретроградної конденсації (ретроградного випаровування) при ізотермічному зниженні тиску від p1 до рмк (ізобаричне зниження температури від Т1 до Тмк), відбувається збільшення кількості утвореної рідкої фази (газової фази) в системі до максимальної значини, де pмк, Тмк — тиск і температура максимальної конденсації. Подальше зниження тиску (температури) приводить до зменшення об'єму рідкої (газової) рівноважної фази, а при тиску p2 (температурі Т2) рідка (газова) фаза зникає і багатокомпонентна система (БС) знову переходить в однофазний (точка С) газоподібний (рідкий — точка С1) стан. Багато природних БС характеризуються однією ретроградною областю.
Наприклад, щодо пластових сумішей газоконденсатних родовищ спостерігається здебільшого тільки область ретроградної конденсації. Р.я. проявляються різні за складом вуглеводневі БС при різних значинах тисків і температур. Слід відзначити, що термобаричні умови, які призводять до ретроградних явищ у пластових сумішах газоконденсатних та нафтових родовищ, часто відповідають тискам і температурам, які спостерігаються при їх розробці. Це викликає випадання рідких компонентів у газонасичених пластах, зміну властивостей видобувної продукції, а також продуктивності свердловин.
Одним із способів вирішення проблеми РЯ є повторне введення висушеного газу без конденсату для підтримання підземного тиску та дозволення повторного випаровування та вилучення конденсатів.